# 辰巳町 (富山市)
辰巳町（たつみまち）は、富山県富山市の公称町名である。辰巳町一丁目と辰巳町二丁目が設置されている。郵便番号は930-0053。五番町地区センターが所在している。

## 概要
いたち川沿いは、公園や公共トイレなどが整備されている。

## 地理

### 河川
- いたち川

## 歴史
- 1889年（明治22年）4月1日 - 市制施行に伴い富山市に編入。

## 世帯数と人口
2022年（令和4年）3月31日現在の世帯数と人口は以下の通りである。
| 町丁         | 世帯数  | 人口  |
| ------------ | ------- | ----- |
| 辰巳町一丁目 | 72世帯  | 109人 |
| 辰巳町二丁目 | 80世帯  | 121人 |
| 計           | 132世帯 | 230人 |

## 小・中学校の学区
市立小・中学校に通う場合、学区は以下の通りとなる。
| 番地 | 小学校             | 中学校             |
| ---- | ------------------ | ------------------ |
| 全域 | 富山市立中央小学校 | 富山市立南部中学校 |

## 交通

### 鉄道
町内に鉄道駅はない。

### 道路
- 雪見通り
- 花水木通り

## 施設
- 五番町地区センター

## 参考出典
- 平凡社地方資料センター 編『富山県の地名 日本歴史地名大系 第16巻』平凡社、1994年。ISBN 4582910084。